# Ari Tegelberg
Ari ("Tege") Tegelberg (Kajaani, 21 april 1963 – 29 februari 2000) was een profvoetballer uit Finland, die speelde als aanvaller gedurende zijn carrière. Hij beëindigde zijn actieve loopbaan in 1994 bij de Finse club RoPS Rovaniemi. Tegelberg overleed op 36-jarige leeftijd als gevolg van een auto-ongeluk.

## Interlandcarrière
Tegelberg kwam in totaal vijftien keer (één doelpunt) uit voor de nationale ploeg van Finland in de periode 1988–1992. Onder leiding van bondscoach Jukka Vakkila maakte hij zijn debuut op 3 november 1988 in de vriendschappelijke uitwedstrijd tegen Koeweit (0-0) in Koeweit-Stad, net als Juha Karvinen (KuPS Kuopio) en Jyrki Huhtamäki (MP Mikkeli). Zijn eerste en enige interlandtreffer maakte hij op 11 november 1990 in de vriendschappelijke uitwedstrijd tegen Tunesië (1-2).